# Stanstead St Margarets
Stanstead St Margarets est une paroisse civile et un village du Hertfordshire, en Angleterre.